# نبرد سلطنتی

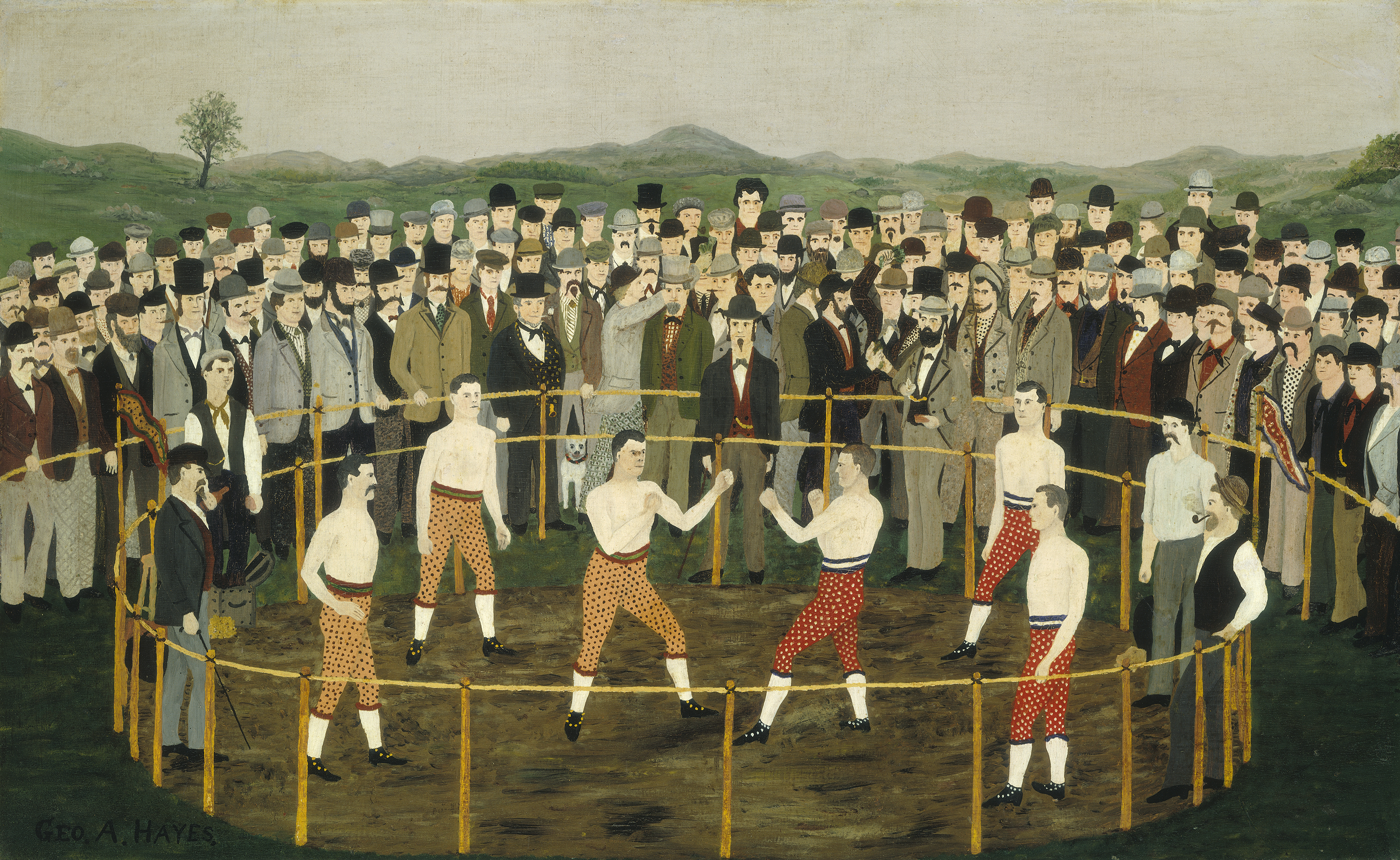
Bare Knuckles، نقاشی روغنی توسط جورج A. هایز

نبرد سلطنتی، جنگ سلطنتی یا بتل رویال، (به انگلیسی: Battle royal) به‌طور سنتی به گونه ای از مبارزه گفته می‌شود که در آن جمعی از مبارزین به نبرد می‌پردازند تا در نهایت تنها یک نفر از مبارزین سرپا بماند. در قدیم این واژه در مبارزات بوکس و کشتی کار برد داشت. امروزه از این اصطلاح در هر ژانر مبارزه ای که تعداد متعددی از افراد در آن حضور دارند استفاده می‌شود.
در خارج از دنیای ورزش، این واژه در قرن بیست و یکم و پس از درخشش فیلم نبرد سلطنتی در سال ۲۰۰۰، معنی جدیدی به خود گرفت.

## کاربردهای تاریخی
نام «نبرد سلطنتی» در چندین رویداد مختلف به کار گرفته شده‌است. در سال ۱۷۰۰، در بریتانیای کبیر، مسابقه بوکسی ۸ نفره برگزار شد و در آن از عنوان بتل رویال یا نبرد سلطنتی استفاده گردید.